# Варшавский щит

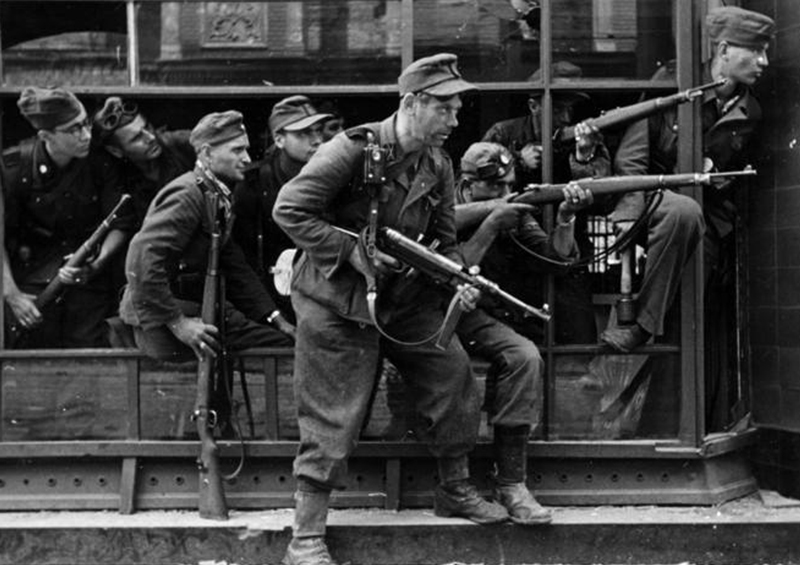
Члены штурмбригады СС во время восстания

Варшавский щит (нем. Warschauschild), или Варшавский нарукавный щит (нем. Ärmelschild Warschau), — планируемая немецкая военной наградой времен Второй мировой войны, предназначенной для награждения военнослужащих вермахта и ваффен-СС, принимавших участие в подавлении варшавского восстания 1944 года. Несмотря на то, что вышло постановление о учреждении, а также одобрены условия награждения и дизайн, производство награды так и не началось до конца войны, и она никогда официально не вручалась.
Это был один из нескольких нарукавных щитов, учреждённых немецким правительством во время войны.

## Критерии награждения
Варшавский щит был учрежден 10 декабря 1944 года указом Адольфа Гитлера, а полные правила для награждения были опубликованы в Рейхсгесетцблатте. Он должен был «жаловаться в качестве боевого знака отличия военнослужащим и невоенному персоналу, которые с 1 августа по 2 октября 1944 года с честью участвовали в боях в Варшаве». Награду должен был вручать обергруппенфюрер СС Эрих фон дем Бах-Зелевский, который руководил операцией.
Служба с 1 августа по 2 октября 1944 года являлась основанием для получения щита при условии, что военнослужащий либо:
- участвовал в боях на протяжении не менее семи дней;
- прослужил не менее 28 дней в районе боевых действий;
- совершил не менее 20 вылетов в составе люфтваффе над зоной боевых действий.

В случае ранения в бою или награждения за храбрость награда должна была выдаваться вне зависимости от срока службы.
Иностранные добровольцы, служащие вместе с немецкими войсками, могли быть награждены на тех же основаниях.

## Описание награды
Наградой должна была представлять собой бронзовый щит размером 50×62 мм с изображением имперского орла со сложенными крыльями, держащего в когтях извивающуюся змею. На груди орла находилась свастика, непосредственно под ней — полоса с надписью «WARSCHAU 1944». Дизайн был разработан Бенно фон Арентом, сохранилась его оригинальная работа.
Щит следовало носить на левом рукаве военной формы. Штампы для награды были изготовлены, но оказались уничтожены во время воздушного налета, и до конца войны щиты так и не были изготовлены. Однако некоторые экземпляры сохранились и были использованы в качестве основы для изготовления послевоенных неофициальных образцов.